# Horst Kessler (Fußballspieler)
Horst Kessler (* 19. April 1969) ist ein ehemaliger österreichischer Fußballspieler.

## Karriere
Kessler spielte ab der Saison 1986/87 für die Kampfmannschaft des Regionalligisten SCR Altach. Mit Altach stieg er 1991 in die 2. Division auf. Im Juli 1991 debütierte er dann gegen den SK Austria Klagenfurt in der zweithöchsten Spielklasse. Bis Saisonende kam er zu 20 Einsätzen für die Altacher in der 2. Division, aus der er mit dem SCRA aber direkt wieder absteigen musste.
Zur Saison 1992/93 wechselte er dann zum Neo-Ligakonkurrenten FC Koblach.